# Tramp Records
Tramp Records ist ein deutsches Musiklabel aus dem oberbayrischen Fahrenzhausen, das 2003 von Tobias Kirmayer gegründet wurde. Tramp Records widmet sich vorrangig der legalen Wiederauflage nicht mehr erhältlicher Singles aus den Bereichen Soul, Funk, Afrobeat und Jazz auf Schallplatte.

## Veröffentlichungen (Auswahl)
- 2007: The Hi-Fly Orchestra: Samboogaloo
- 2011: Santa’s Funk & Soul Christmas Party[3]
- 2013: Santa’s Funk & Soul Christmas Party, Vol. 2[4]
- 2013: Herb Geller: An American In Hamburg/The View From Here (rec. 1975)
- 2018: Golden Hits – 10 Years of Munich HipHop[5]
- 2023: Aktenzeichen XY … Ungelöst OST[6]
- 2024: Peace Chant Vol. 7 – Private Jazz from Germany